# Oplopomops diacanthus
Oplopomops diacanthus is een straalvinnige vissensoort uit de familie van grondels (Gobiidae). De wetenschappelijke naam van de soort is voor het eerst geldig gepubliceerd in 1943 door Schultz.